# Chi Râu hùm
Chi Râu hùm (danh pháp khoa học: Tacca), bao gồm khoảng 12-31 loài với các tên gọi như nưa, củ nưa, ngải rợm, hạ túc, bạch tinh, râu hùm v.v., thuộc về họ Dioscoreaceae (trong các tài liệu cũ đôi khi tách ra thành họ của chính nó, gọi là Taccaceae) trong bộ Dioscoreales, bản địa khu vực nhiệt đới Nam Mỹ (1 loài), châu Phi, Australia, Đông Nam Á và một số đảo trên đại dương, với sự đa dạng loài tập trung trong khu vực Đông Nam Á. Kể từ phiên bản năm 2003, APG đã hợp nhất họ Taccaceae vào họ Dioscoreaceae.

## Các giống gieo trồng
Một vài loài được gieo trồng làm cây cảnh và tán lá đẹp hay hoa lớn. Loài T. chantrieri được nhiều người biết đến với tên gọi "râu hùm hoa tía". Loài Tacca integrifolia được gọi là "ngải rợm", "cỏ râu hùm" hay "hạ túc". Các loài được gieo trồng khác còn có "củ nưa" (T. leontopetaloides).

## Các loài
The Plant List công nhận 17 loài.
1. Tacca ampliplacenta L.Zhang & Q.J.Li - Vân Nam, Trung Quốc.
2. Tacca ankaranensis Bard.-Vauc., 1997 - Madagascar
3. Tacca bibracteata Drenth - Sarawak
4. Tacca borneensis Ridl. - Borneo
5. Tacca celebica Koord. - Sulawesi
6. Tacca chantrieri André, 1901 - Râu hùm hoa tía. Có trong khu vực Đông Dương, Assam, Bangladesh, Tây Tạng, Quảng Đông, Quảng Tây, Quý Châu, Hải Nam, Hồ Nam, Vân Nam.
7. Tacca ebeltajae Drenth - Papua New Guinea, quần đảo Solomon.
8. Tacca integrifolia Ker Gawl., 1812 - Ngải rợm, cỏ râu hùm, hạ túc. Có tại Tây Tạng, Bhutan, Assam, Bangladesh, Đông Dương, Ấn Độ, Pakistan, Java, Malaysia, Sumatra, Borneo.
9. Tacca lanceolata Spruce, 1883
10. Tacca leontopetaloides (L.) Kuntze, 1891 - Củ nưa hay bạch tinh. Phổ biến rộng khắp vùng nhiệt đới châu Phi, Madagascar, tiểu lục địa Ấn Độ, Đông Nam Á, New Guinea, Australia, và nhiều đảo trên Thái Bình Dương và Ấn Độ Dương.
11. Tacca maculata Seem., 1866 - Tây Australia,  Lãnh thổ Bắc Úc, Fiji, Samoa.
12. Tacca palmata Blume - Nưa chân vịt, râu hùm lá chân vịt. Có tại Indonesia, Đông Dương, Malaysia, Philippines, New Guinea.
13. Tacca palmatifida Baker - Sulawesi
14. Tacca parkeri Seem. - Nam Mỹ
15. Tacca plantaginea (Hance) Drenth, 1972 - Hồi đầu, vùi đầu. Có tại Đông Dương, Hoa Nam.
16. Tacca reducta P.C. Boyce & S. Julia, 2006
17. Tacca subflabellata P.P. Ling & C.T. Ting, 1982 - Phá lủa, râu hùm Việt Nam. Có tại Vân Nam, bắc Việt Nam.

## Thư viện ảnh

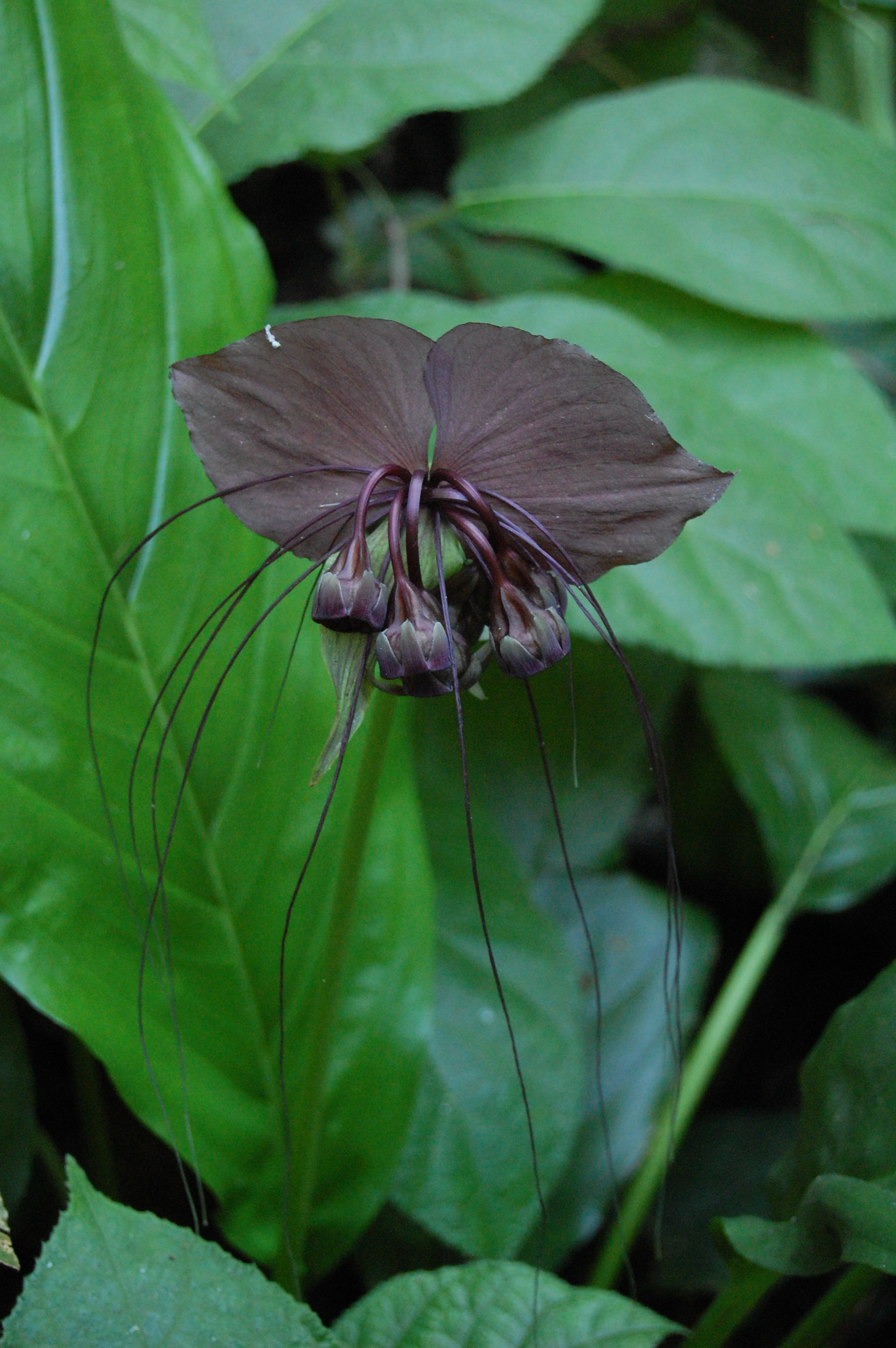
Tacca chantrieri
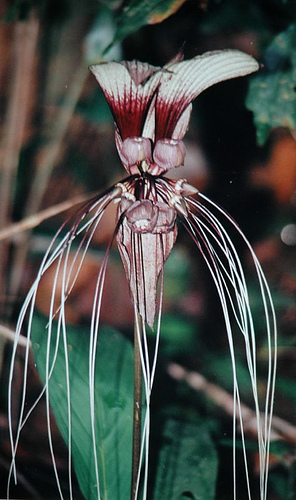
Tacca integrifolia
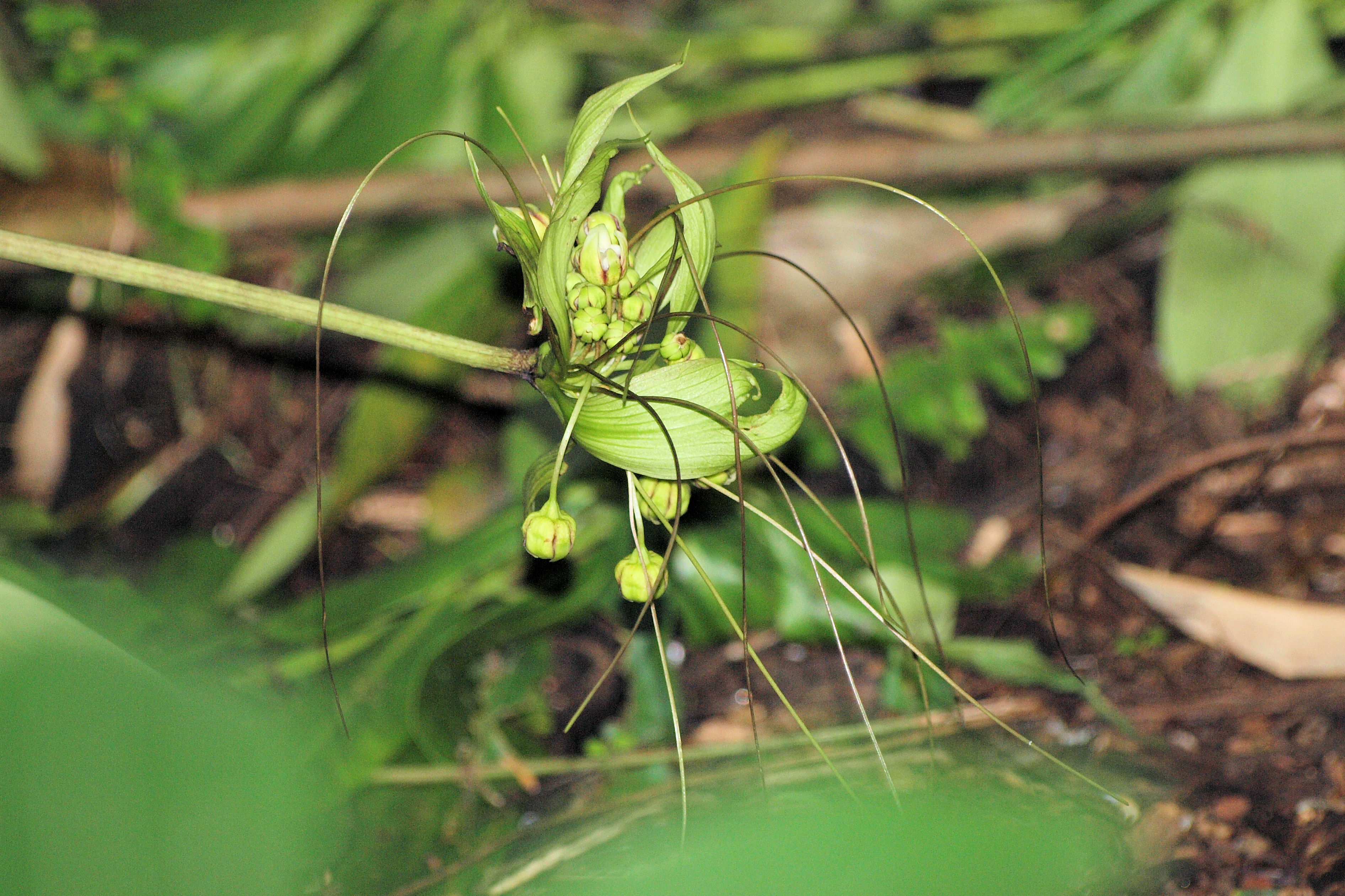
Tacca ankaranensis
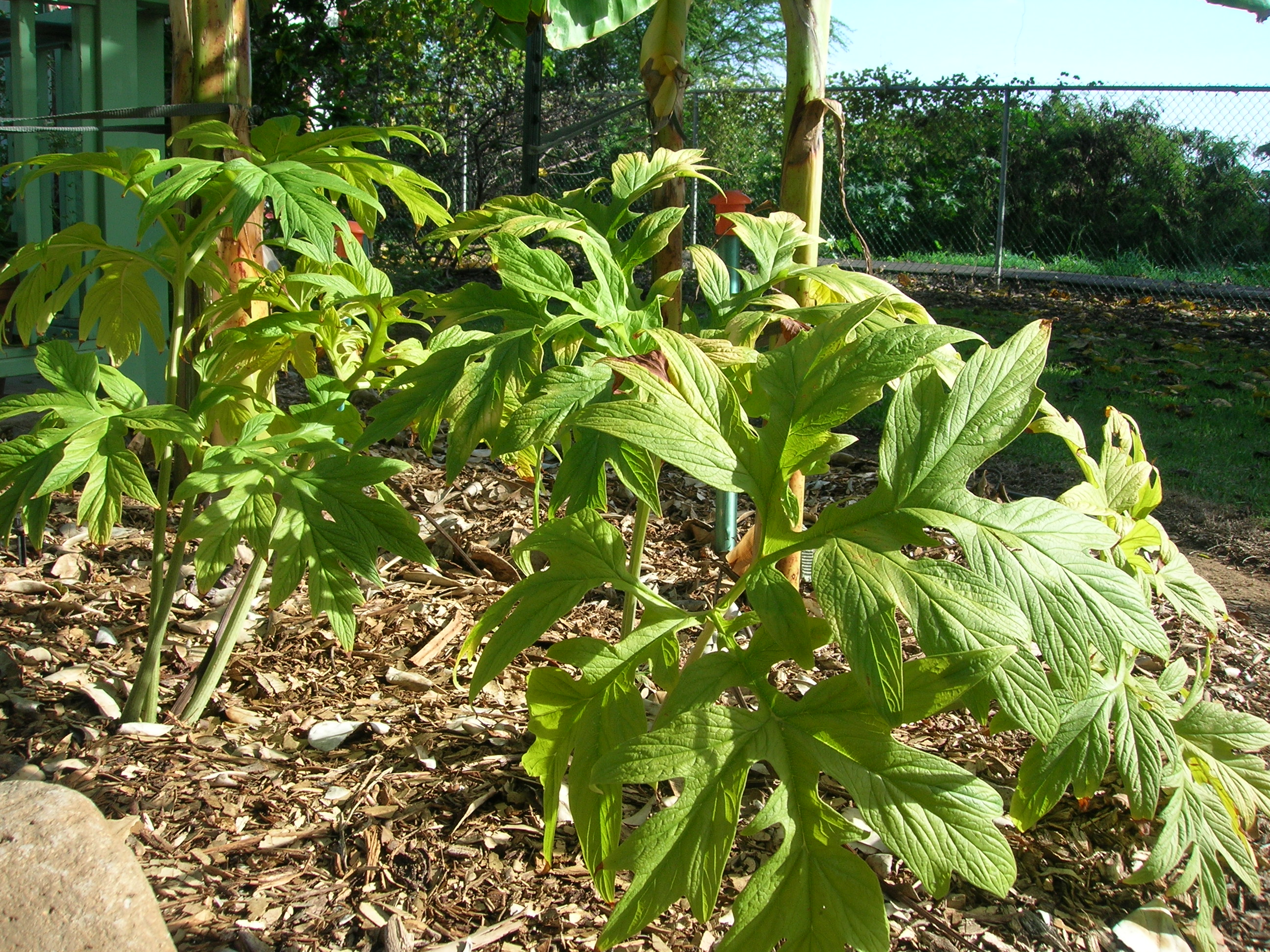
Tacca leontopetaloides